# Vions
Vions is een gemeente in het Franse departement Savoie (regio Auvergne-Rhône-Alpes) en telt 328 inwoners (1999). De plaats maakt deel uit van het arrondissement Chambéry.

## Geografie
De oppervlakte van Vions bedraagt 5,8 km², de bevolkingsdichtheid is 56,6 inwoners per km².
De onderstaande kaart toont de ligging van Vions met de belangrijkste infrastructuur en aangrenzende gemeenten.

## Verkeer en vervoer
In de gemeente ligt spoorwegstation Vions-Chanaz.

## Demografie
Onderstaande figuur toont het verloop van het inwonertal (bron: INSEE-tellingen).